# 14 (szám)
A 14 (tizennégy) (római számmal: XIV) a 13 és 15 között található természetes szám.

## A matematikában
A tízes számrendszerbeli 14-es a kettes számrendszerben 1110, a nyolcas számrendszerben 16, a tizenhatos számrendszerben E alakban írható fel.
A 14 páros szám, összetett szám. Kanonikus alakban a 21 · 71 szorzattal, normálalakban az 1,4 · 101 szorzattal írható fel. Négy osztója van a természetes számok halmazán, ezek növekvő sorrendben: 1, 2, 7 és 14.
Csillagtestszám.
Diszkrét félprím. Catalan-szám (az egyetlen félprím közöttük). Az első páros n, amire a φ(x) = n egyenletnek nincs megoldása, így az első páros nontóciens szám.
A tizennégy két szám valódiosztóösszeg-függvénye: a 22-é és a 169-é.
A tízes számrendszerben Keith-szám. Nyílt meandrikus szám.

## A tudományban
- A periódusos rendszer 14. eleme a szilícium.

## Az irodalomban
- Rejtő Jenő: A tizennégykarátos autó

## A zenében
- Locomotiv GT: Ő még csak most tizennégy
- Tankcsapda: 14 (Nem volt még tizennégy, de én már szúrtam, ...)[2]

## Egyéb
A 14-es szám használatos jelzés neonáci körökben, a David Lane által deklarált tizennégy szóra utal: "őrködnünk kell népünk megmaradása felett és biztosítanunk kell a jövőt a fehér ifjúság számára!" A 88-hoz hasonló, (bár nem köszönés jellegű) a két számot használják együtt is: "14/88".
A keresztútnak hagyományosan 14 állomása (stáció) van.